# Isotache
Als Isotache (von griechisch isos ‚gleich‘ und tachys ‚Geschwindigkeit‘) bezeichnet man eine Linie gleicher Geschwindigkeit. Dies können Linien gleicher Windgeschwindigkeit auf einer Wetterkarte oder Linien gleicher Fließgeschwindigkeit im Querschnitt eines Wasserlaufs sein.

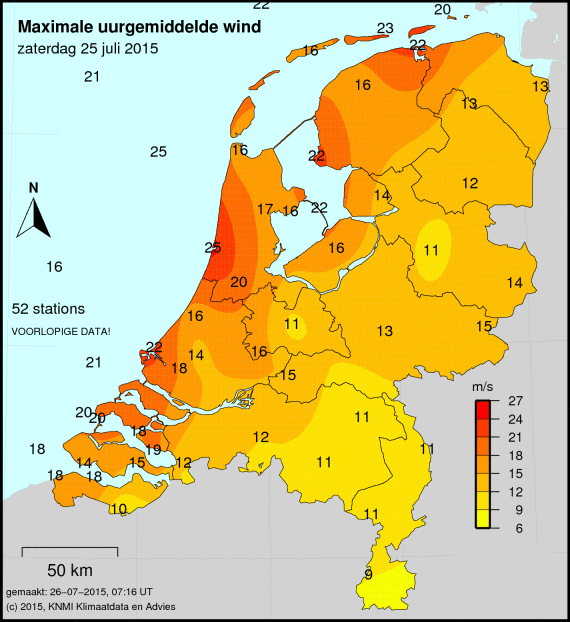
Windspitzen in m/s, die Farbgrenzen hier sind Isotachen (zu je +3 m/s; KMNI, 25. Juli 2015)

## Weblink
- Isotache auf geodz.com; abgerufen am 4. April 2013